# Jonathan Ramis
Jonathan Rafael Ramis Persíncula (Artigas, 6 novembre 1989) è un calciatore uruguaiano, attaccante del La Luz.

## Carriera
È cresciuto nelle giovanili del Peñarol.